# Coupe d'Europe de basket-ball 3×3 2024
Navigation
2023 2025
La Coupe d’Europe de basket-ball 3×3 2024 (anglais : 2024 FIBA 3x3 Europe Cup) est la 9e édition de la coupe d’Europe de basket-ball à trois, organisée par la FIBA du 22 au 25 août 2024 à Vienne.

## Qualifications
Le pays hôte (Autriche) et les tenants du titre (Serbie chez les hommes, Pays-Bas chez les femmes) sont automatiquement qualifiés. Les trois premières équipes au classement mondial sont également qualifiées. Les derniers tickets sont attribués lors de quatre tournois de qualification, organisés à Copenhague, Pristina, Bratislava et Bucarest en juin 2024.

## Compétition
Douze équipes participent à chaque tournoi (masculin et féminin). Au premier tour, elles sont réparties en quatre groupes de trois. Les deux premiers de chaque groupe accèdent aux quarts de finale.

## Tournoi masculin

### Composition des équipes
| Équipe          | Joueurs            | Joueurs            | Joueurs                 | Joueurs                 |
| --------------- | ------------------ | ------------------ | ----------------------- | ----------------------- |
| Serbie          | Nemanja Barać      | Marko Branković    | Stefan Kojić            | Strahinja Stojačić (en) |
| Lituanie        | Titas Januševičius | Aurelijus Pukelis  | Marijus Uzupis          | Gabrielius Čelka        |
| Pays-Bas        | Julian Jaring      | Arvin Slagter      | Worthy de Jong          | Jan Driessen            |
| France          | Paul Djoko         | Baptiste Oger      | Franck Seguela          | Raphaël Wilson          |
| Lettonie        | Francis Lacis      | Kārlis Apsītis     | Kristaps Gluditis       | Zigmars Raimo           |
| Autriche        | Toni Blazan        | Nico Kaltenbrunner | Enis Murati             | Fabio Söhnel            |
| Suisse          | Jonathan Dubas     | Natan Jurkovitz    | Jonathan Kazadi         | Marco Lehmann           |
| Allemagne       | Denzel Agyeman     | Sidi Beikame       | Fabian Giessmann        | Miles Osei              |
| Espagne         | Iván Aurrecoechea  | Diego de Blas      | Carlos Martínez         | Unai Mendicote          |
| Croatie         | Fran Jacović       | Željko Jović       | Stipe Krstanović        | Ivan Rašetina           |
| Azerbaïdjan     | Jordan Davis       | Amil Hamzayev      | Akbarov Jabrayil        | Endar Poladkhanlı       |
| Grande-Bretagne | Hafeez Abdul       | Ashley Hamilton    | Dwayne Lautier-Ogunleye | Evan Walshe             |

Source: FIBA

### Tour préliminaire
Poule A
| Rang | Équipe    | Pts | J | G | N | P | Bp | Bc | Diff | Qualification   |  | Drapeau de l'Espagne | Drapeau de la Serbie | Drapeau de l'Allemagne |
| ---- | --------- | --- | - | - | - | - | -- | -- | ---- | --------------- |  | -------------------- | -------------------- | ---------------------- |
| 1    | Espagne   | 4   | 2 | 2 | 0 | 0 | 42 | 33 | +9   | Quart de finale |  | —                    | 21–15                | 21–18                  |
| 2    | Serbie    | 3   | 2 | 1 | 0 | 1 | 36 | 31 | +5   | Quart de finale |  | 15–21                | —                    | 21–10                  |
| 3    | Allemagne | 2   | 2 | 0 | 0 | 2 | 28 | 42 | −14  |                 |  | 18–21                | 10–21                | —                      |

Poule B
| Rang | Équipe   | Pts | J | G | N | P | Bp | Bc | Diff | Qualification   |  | Drapeau de la Suisse | Drapeau de la Lituanie | Drapeau de la Croatie |
| ---- | -------- | --- | - | - | - | - | -- | -- | ---- | --------------- |  | -------------------- | ---------------------- | --------------------- |
| 1    | Suisse   | 4   | 2 | 2 | 0 | 0 | 37 | 32 | +5   | Quart de finale |  | —                    | 21–19                  | 16–13                 |
| 2    | Lituanie | 3   | 2 | 1 | 0 | 1 | 36 | 35 | +1   | Quart de finale |  | 19–21                | —                      | 17–14                 |
| 3    | Croatie  | 2   | 2 | 0 | 0 | 2 | 27 | 33 | −6   |                 |  | 13–16                | 14–17                  | —                     |

Poule C
| Rang | Équipe      | Pts | J | G | N | P | Bp | Bc | Diff | Qualification   |  | Drapeau des Pays-Bas | Drapeau de l'Autriche | Drapeau de l'Azerbaïdjan |
| ---- | ----------- | --- | - | - | - | - | -- | -- | ---- | --------------- |  | -------------------- | --------------------- | ------------------------ |
| 1    | Pays-Bas    | 4   | 2 | 2 | 0 | 0 | 43 | 28 | +15  | Quart de finale |  | —                    | 22–19                 | 21–9                     |
| 2    | Autriche    | 3   | 2 | 1 | 0 | 1 | 39 | 40 | −1   | Quart de finale |  | 19–22                | —                     | 20–18                    |
| 3    | Azerbaïdjan | 2   | 2 | 0 | 0 | 2 | 27 | 41 | −14  |                 |  | 9–21                 | 18–20                 | —                        |

Poule D
| Rang | Équipe          | Pts | J | G | N | P | Bp | Bc | Diff | Qualification   |  | Drapeau de la France | Drapeau du Royaume-Uni | Drapeau de la Lettonie |
| ---- | --------------- | --- | - | - | - | - | -- | -- | ---- | --------------- |  | -------------------- | ---------------------- | ---------------------- |
| 1    | France          | 4   | 2 | 2 | 0 | 0 | 42 | 29 | +13  | Quart de finale |  | —                    | 21–14                  | 21–15                  |
| 2    | Grande-Bretagne | 3   | 2 | 1 | 0 | 1 | 35 | 41 | −6   | Quart de finale |  | 14–21                | —                      | 21–20                  |
| 3    | Lettonie        | 2   | 2 | 0 | 0 | 2 | 35 | 42 | −7   |                 |  | 15–21                | 20–21                  | —                      |

### Phase finale
|  | Quarts de finale | Quarts de finale |                 |    | Demi-finales       | Demi-finales       |  |  | Finale | Finale |
|  |                  |                  |                 |    |                    |                    |  |  |        |        |
|  | 24 août – 21:15  |                  |                 |    |                    |                    |  |  |        |        |
|  |                  |                  |                 |    |                    |                    |  |  |        |        |
|  | Espagne          | 16               |                 |    |                    |                    |  |  |        |        |
|  | Espagne          | 16               | 25 août – 13:00 |    |                    |                    |  |  |        |        |
|  | Autriche         | 21               |                 |    |                    |                    |  |  |        |        |
|  | Autriche         | 21               | Autriche        | 21 |                    |                    |  |  |        |        |
|  | 24 août – 20:50  |                  | Autriche        | 21 |                    |                    |  |  |        |        |
|  |                  | Lituanie         | 14              |    |                    |                    |  |  |        |        |
|  | France           | Lituanie         | 14              | 16 |                    |                    |  |  |        |        |
|  | France           |                  | 25 août – 19:30 | 16 |                    |                    |  |  |        |        |
|  | Lituanie         | 21               |                 |    |                    |                    |  |  |        |        |
|  | Lituanie         | 21               | Autriche        | 18 |                    |                    |  |  |        |        |
|  | 24 août – 14:45  |                  | Autriche        | 18 |                    |                    |  |  |        |        |
|  |                  | Serbie           | 17              |    |                    |                    |  |  |        |        |
|  | Suisse           | Serbie           | 17              | 21 |                    |                    |  |  |        |        |
|  | Suisse           | 25 août – 13:25  |                 | 21 |                    |                    |  |  |        |        |
|  | Grande-Bretagne  | 10               |                 |    |                    |                    |  |  |        |        |
|  | Grande-Bretagne  | 10               | Suisse          | 10 |                    |                    |  |  |        |        |
|  | 24 août – 15:10  |                  | Suisse          | 10 |                    |                    |  |  |        |        |
|  |                  | Serbie           | 21              |    | Médaille de bronze | Médaille de bronze |  |  |        |        |
|  | Pays-Bas         | Serbie           | 21              | 16 | Médaille de bronze | Médaille de bronze |  |  |        |        |
|  | Pays-Bas         |                  | 25 août – 18:15 | 16 |                    |                    |  |  |        |        |
|  | Serbie           | 21               |                 |    |                    |                    |  |  |        |        |
|  | Serbie           | 21               | Lituanie        | 21 |                    |                    |  |  |        |        |
|  |                  |                  |                 |    |                    |                    |  |  |        |        |
|  | Suisse           | 18               |                 |    |                    |                    |  |  |        |        |
|  | Suisse           | 18               |                 |    |                    |                    |  |  |        |        |

Source: FIBA

### Classement final
| Pos | Équipe          | J | G | P | PP |
| --- | --------------- | - | - | - | -- |
| 1   | Autriche        | 5 | 4 | 1 | 99 |
| 2   | Serbie          | 5 | 3 | 2 | 95 |
| 3   | Lituanie        | 5 | 3 | 2 | 92 |
| 4   | Suisse          | 5 | 3 | 2 | 86 |
| 5   | Pays-Bas        | 3 | 2 | 1 | 58 |
| 6   | France          | 3 | 2 | 1 | 58 |
| 7   | Espagne         | 3 | 2 | 1 | 58 |
| 8   | Grande-Bretagne | 3 | 1 | 2 | 45 |
| 9   | Lettonie        | 2 | 0 | 2 | 35 |
| 10  | Allemagne       | 2 | 0 | 2 | 28 |
| 11  | Croatie         | 2 | 0 | 2 | 27 |
| 12  | Azerbaïdjan     | 2 | 0 | 2 | 27 |

Source: FIBA

### Récompenses
| Équipe du tournoi                    | Équipe du tournoi       | Équipe du tournoi  |
| ------------------------------------ | ----------------------- | ------------------ |
| Nico Kaltenbrunner                   | Strahinja Stojačić (en) | Titas Januševičius |
| Meilleur joueur : Nico Kaltenbrunner |                         |                    |

## Tournoi féminin

### Composition des équipes
| Team        | Joueuses                | Joueuses              | Joueuses               | Joueuses               |
| ----------- | ----------------------- | --------------------- | ---------------------- | ---------------------- |
| France      | Noémie Brochant         | Camille Droguet       | Marie-Michelle Milapie | Marie-Ève Paget        |
| Allemagne   | Amelie Kröner           | Ama Degbeon           | Elisa Mevius           | Victoria Poros         |
| Espagne     | Gracia Alonso de Armiño | Juana Camilión        | Vega Gimeno            | Sandra Ygueravide      |
| Hongrie     | Zsófia Jáhni            | Fanni Szabó           | Orsolya Tóth           | Nóra Wentzel           |
| Pays-Bas    | Loyce Bettonvil         | Janis Boonstra        | Noortje Driessen       | Kiki Fleuren           |
| Azerbaïdjan | Tatyana Deniskina       | Alexandra Mollenhauer | Dina Ulyanova          | Marcedes Walker        |
| Pologne     | Klaudia Gertchen        | Anna Pawłowska        | Weronika Telenga       | Aleksandra Zięmborska  |
| Italie      | Chiara Consolini        | Maria Miccoli         | Laura Spreafico        | Stefania Trimboli      |
| Ukraine     | Krystyna Filevytch      | Anjelika Liachko      | Miriam Uro-Nilie       | Tetiana Iourkevitchous |
| Roumanie    | Nagy-Voica Bianca-Ioana | Maria Ferariu         | Andreea Mititelu       | Anca Sipos             |
| Autriche    | Alexia Allesch          | Anja Fuchs-Robetin    | Rebekka Kalaydjiev     | Simone Sill            |
| Lettonie    | Marta Daniela Leimane   | Paula Mauriņa         | Marta Miščenko         | Ketija Vihmane         |

Source: FIBA

### Tour préliminaire
Poule A
| Rang | Équipe  | Pts | J | G | N | P | Bp | Bc | Diff | Qualification   |  | Drapeau de la France | Drapeau de l'Ukraine | Drapeau de l'Italie |
| ---- | ------- | --- | - | - | - | - | -- | -- | ---- | --------------- |  | -------------------- | -------------------- | ------------------- |
| 1    | France  | 4   | 2 | 2 | 0 | 0 | 31 | 21 | +10  | Quart de finale |  | —                    | 17–11                | 14–10               |
| 2    | Ukraine | 3   | 2 | 1 | 0 | 1 | 26 | 28 | −2   | Quart de finale |  | 11–17                | —                    | 15–11               |
| 3    | Italie  | 2   | 2 | 0 | 0 | 2 | 21 | 29 | −8   |                 |  | 10–14                | 11–15                | —                   |

Poule B
| Rang | Équipe    | Pts | J | G | N | P | Bp | Bc | Diff | Qualification   |  | Drapeau de la Pologne | Drapeau de l'Allemagne | Drapeau de la Roumanie |
| ---- | --------- | --- | - | - | - | - | -- | -- | ---- | --------------- |  | --------------------- | ---------------------- | ---------------------- |
| 1    | Pologne   | 4   | 2 | 2 | 0 | 0 | 38 | 23 | +15  | Quart de finale |  | —                     | 21–14                  | 17–9                   |
| 2    | Allemagne | 3   | 2 | 1 | 0 | 1 | 35 | 28 | +7   | Quart de finale |  | 14–21                 | —                      | 21–7                   |
| 3    | Roumanie  | 2   | 2 | 0 | 0 | 2 | 16 | 38 | −22  |                 |  | 9–17                  | 7–21                   | —                      |

Poule C
| Rang | Équipe      | Pts | J | G | N | P | Bp | Bc | Diff | Qualification   |  | Drapeau de l'Espagne | Drapeau de l'Autriche | Drapeau de l'Azerbaïdjan |
| ---- | ----------- | --- | - | - | - | - | -- | -- | ---- | --------------- |  | -------------------- | --------------------- | ------------------------ |
| 1    | Espagne     | 4   | 2 | 2 | 0 | 0 | 40 | 26 | +14  | Quart de finale |  | —                    | 20–14                 | 20–12                    |
| 2    | Autriche    | 3   | 2 | 1 | 0 | 1 | 35 | 27 | +8   | Quart de finale |  | 14–20                | —                     | 21–7                     |
| 3    | Azerbaïdjan | 2   | 2 | 0 | 0 | 2 | 19 | 41 | −22  |                 |  | 12–20                | 7–21                  | —                        |

Poule D
| Rang | Équipe   | Pts | J | G | N | P | Bp | Bc | Diff | Qualification   |  | Drapeau des Pays-Bas | Drapeau de la Lettonie | Drapeau de la Hongrie |
| ---- | -------- | --- | - | - | - | - | -- | -- | ---- | --------------- |  | -------------------- | ---------------------- | --------------------- |
| 1    | Pays-Bas | 4   | 2 | 2 | 0 | 0 | 35 | 25 | +10  | Quart de finale |  | —                    | 19–13                  | 16–12                 |
| 2    | Lettonie | 3   | 2 | 1 | 0 | 1 | 29 | 33 | −4   | Quart de finale |  | 13–19                | —                      | 16–14                 |
| 3    | Hongrie  | 2   | 2 | 0 | 0 | 2 | 26 | 32 | −6   |                 |  | 12–16                | 14–16                  | —                     |

### Phase finale
|  | Quarts de finale | Quarts de finale |                 |    | Demi-finales       | Demi-finales       |  |  | Finale | Finale |
|  |                  |                  |                 |    |                    |                    |  |  |        |        |
|  | 24 août – 20:15  |                  |                 |    |                    |                    |  |  |        |        |
|  |                  |                  |                 |    |                    |                    |  |  |        |        |
|  | France           | 21               |                 |    |                    |                    |  |  |        |        |
|  | France           | 21               | 25 août – 12:00 |    |                    |                    |  |  |        |        |
|  | Autriche         | 14               |                 |    |                    |                    |  |  |        |        |
|  | Autriche         | 14               | France          | 18 |                    |                    |  |  |        |        |
|  | 24 août – 19:50  |                  | France          | 18 |                    |                    |  |  |        |        |
|  |                  | Pays-Bas         | 17              |    |                    |                    |  |  |        |        |
|  | Pays-Bas         | Pays-Bas         | 17              | 20 |                    |                    |  |  |        |        |
|  | Pays-Bas         |                  | 25 août – 19:05 | 20 |                    |                    |  |  |        |        |
|  | Allemagne        | 15               |                 |    |                    |                    |  |  |        |        |
|  | Allemagne        | 15               | France          | 11 |                    |                    |  |  |        |        |
|  | 24 août – 13:45  |                  | France          | 11 |                    |                    |  |  |        |        |
|  |                  | Espagne          | 19              |    |                    |                    |  |  |        |        |
|  | Pologne          | Espagne          | 19              | 19 |                    |                    |  |  |        |        |
|  | Pologne          | 25 août – 12:25  |                 | 19 |                    |                    |  |  |        |        |
|  | Lettonie         | 17               |                 |    |                    |                    |  |  |        |        |
|  | Lettonie         | 17               | Pologne         | 11 |                    |                    |  |  |        |        |
|  | 24 août – 14:10  |                  | Pologne         | 11 |                    |                    |  |  |        |        |
|  |                  | Espagne          | 21              |    | Médaille de bronze | Médaille de bronze |  |  |        |        |
|  | Espagne          | Espagne          | 21              | 18 | Médaille de bronze | Médaille de bronze |  |  |        |        |
|  | Espagne          |                  | 25 août – 17:50 | 18 |                    |                    |  |  |        |        |
|  | Ukraine          | 15               |                 |    |                    |                    |  |  |        |        |
|  | Ukraine          | 15               | Pays-Bas        | 21 |                    |                    |  |  |        |        |
|  |                  |                  |                 |    |                    |                    |  |  |        |        |
|  | Pologne          | 14               |                 |    |                    |                    |  |  |        |        |
|  | Pologne          | 14               |                 |    |                    |                    |  |  |        |        |

Source: FIBA

### Classement final
| Pos | Équipe      | J | G | P | PP |
| --- | ----------- | - | - | - | -- |
| 1   | Espagne     | 5 | 5 | 0 | 98 |
| 2   | France      | 5 | 4 | 1 | 81 |
| 3   | Pays-Bas    | 5 | 4 | 1 | 93 |
| 4   | Pologne     | 5 | 3 | 2 | 82 |
| 5   | Allemagne   | 3 | 1 | 2 | 50 |
| 6   | Autriche    | 3 | 1 | 2 | 49 |
| 7   | Lettonie    | 3 | 1 | 2 | 46 |
| 8   | Ukraine     | 3 | 1 | 2 | 41 |
| 9   | Hongrie     | 2 | 0 | 2 | 26 |
| 10  | Italie      | 2 | 0 | 2 | 21 |
| 11  | Azerbaïdjan | 2 | 0 | 2 | 19 |
| 12  | Roumanie    | 2 | 0 | 2 | 16 |

Source: FIBA

### Récompenses
| Équipe du tournoi                     | Équipe du tournoi | Équipe du tournoi |
| ------------------------------------- | ----------------- | ----------------- |
| Sandra Ygueravide                     | Marie-Ève Paget   | Janis Boonstra    |
| Meilleure joueuse : Sandra Ygueravide |                   |                   |